# Tchatkalophantes kungei
Tchatkalophantes kungei Tanasevič, 2001 è un ragno appartenente alla famiglia Linyphiidae.

## Distribuzione
La specie è stata reperita in Kirghizistan

## Tassonomia
Al 2013 non sono note sottospecie e dal 2001 non sono stati esaminati nuovi esemplari.